# Ranzo
Ranzo é uma comuna italiana da região da Ligúria, província de Impéria, com cerca de 532 habitantes. Estende-se por uma área de 11 km², tendo uma densidade populacional de 48 hab/km². Faz fronteira com Aquila di Arroscia, Borghetto d'Arroscia, Casanova Lerrone (SV), Nasino (SV), Onzo (SV).

## Demografia
| Variação demográfica do município entre 1861 e 2011                               |
|                                                                                   |
| Fonte: Istituto Nazionale di Statistica (ISTAT) - Elaboração gráfica da Wikipedia |